# Yandex Disk
Yandex Disk (russo: Яндекс.Диск) é um serviço em nuvem criado pela Yandex que permite aos usuários armazenar arquivos em servidores virtuais e compartilhá-los com outras pessoas online. O serviço é baseado na sincronização de dados entre diferentes dispositivos. Yandex.Disk foi lançado em inglês em junho de 2012.
O armazenamento é feito através de upload e não há restrições quanto ao tempo de armazenamento dos arquivos. Todos os arquivos são carregados por meio de uma conexão criptografada e verificados por um antivírus. É possível compartilha os arquivos para download através de links. Há uma opção de pré-visualizar músicas através do flash player embutido.
O usuário tem a opção de sincronizar os arquivos, em todos os dispositivos com acesso a internet, usando a interface virtual, ou aplicativo (móvel ou para desktop) Yandex.Disk. Existe também a integração com outros serviços Yandex, onde as pessoas podem gerenciar seus arquivos através desses serviços como o Yandex.Mail e Yandex.Narod. Todos os anexos de e-mail enviados e recebidos são automaticamente colocados em uma pasta e podem ser facilmente pesquisados.
Suporte a WebDAV - significa que os arquivos podem ser gerenciados com qualquer aplicativo que suporte o protocolo WebDAV. A API Yandex.Disk pode ser usada em qualquer programa de software que suporte WebDAV.
Desde 18 de outubro de 2019, Yandex.Disk começou a limitar o WebDAV, fazendo com que alguns clientes expirassem, a página oficial redireciona para a página do cliente Yandex.Disk 3.0, o suporte escreve: "Yandex.Disk é um serviço pessoal que é não projetado para ser usado como um elemento de infraestrutura. Para tais tarefas, temos Yandex.Cloud".

## Aplicativo
Além da versão virtual, que pode ser acessada de qualquer navegador, Yandex.Disk, possui suporte a vários sistemas operacionais, tanto móveis como para desktop. Os sistemas suportados são Windows, MacOS, e Linux, na plataforma desktop; para a versão móvel, tem suporte ao android, iOS, symbian e, windows phone. O aplicativo móvel permite que os usuários visualizem arquivos no Yandex.Disk, carreguem arquivos de seus dispositivos móveis, baixem arquivos para uso offline e links para download de arquivos de e-mail. O aplicativo torna mais fácil sincronizar informações entre smartphones, tablets, laptops e computadores desktop.
Yandex.Disk lançou a documentação API em 28 de Abril de 2012, isso permite aos desenvolvedores gerenciar arquivos de usuário, armazenar arquivos criados pelo próprio software dos desenvolvedores, armazenar as configurações do aplicativo e usá-las em qualquer dispositivo habilitado para internet.

### Armazenamento
O serviço é totalmente gratuito. Todo mundo começa com uma permissão gratuita de 10 GB, que pode ser aumentada em incrementos de 512 MB um máximo adicional de 10 GB, depois disso para 20 GB no total. O armazenamento adicional pode ser pago em uma base mensal ou anual.
Em 24 de maio de 2012 um flash player foi introduzido na interface da web e um botão “Salvar em meu disco” foi adicionado à página de arquivos compartilhados, o que permite aos usuários compartilhar arquivos publicados por outras pessoas em suas contas.
26 de junho de 2012 foi introduzida as versões em inglês e turco.